# Адреналин. Экстрим-шоу
«Адреналин. Экстрим-шоу» (также «Адреналин-шоу») — гоночная игра, разработанная Gaijin Entertainment и изданная 1C 21 октября 2005 для Windows.
На западе издавалась под названием Adrenalin: Extreme Show.

## Игровой процесс
Игрок становится продюсером одной из 12 гонщиц, каждой из которых прописана краткая биография, и начинает участвовать в гоночном шоу. Игра отслеживает рейтинг каждой участницы в трёх категориях: спортивный, экстремальный и агрессивный. Игрок может участвовать в различных гонках, чтобы улучшить свой рейтинг и заработать внутриигровую валюту. Также валюту можно зарабатывать, выполняя второстепенные рекламные контракты, а рейтинг можно поднять, участвуя в PR-акциях.
Раз в игровой месяц проводится сюжетный заезд, по результатам которого участница с наименьшим рейтингом выбывает из игры. Каждый заезд выдвигает ряд требований к участницам — например, пересесть на другой болид; кроме того, участие требует уплаты взноса. Помимо классических гонок, в игре представлено несколько альтернативных режимов игры: в deathmatch траса заменяется на тесную карту, на которой участницы должны выбить конкуренток; на «предельных скоростях» езда ниже определённого порога скорости приводит к поражению; в «гонках на выбывание» каждый круг с трассы снимается одна участница; в «заездах на прыжки» побеждает участница, пробывшая в воздухе дольше всех; и так далее.
Свободную валюту игрок может тратить на улучшение болида, как технически, так и эстетически. Кроме того, к покупке доступны «адреналин-девайсы» с различными функциями: например, нанесение урона болидам соперниц, ремонт своего болида, управление машиной в воздухе. В качестве топлива «девайсы» потребляют адреналин, набираемый с помощью различных трюков и жестов.
В игре есть поддержка многопользовательского режима.

## Разработка
Игра разработана на движке Dagor Engine 2.0. В создании саундтрека приняли участие группы «Чёрный Обелиск», «Пурген» и Chiron (проект участников Би-2); большинство композиций было исполнено на английском языке, так как игра рассчитывалась на западную аудиторию. Внутриигровых комментаторов озвучили Геннадий Бачинский и Сергей Стиллавин, ведущие радио Maximum. В игре активно используется продакт-плейсмент.

## Рецензии и оценки
Игра получила смешанные отзывы критиков.
| Сводный рейтинг       | Сводный рейтинг |
| Агрегатор             | Оценка          |
| --------------------- | --------------- |
| «Критиканство»        | 70/100          |
| Иноязычные издания    |                 |
| Издание               | Оценка          |
| Jeuxvideo.com         | 6/20            |
| Русскоязычные издания |                 |
| Издание               | Оценка          |
| Absolute Games        | 69 %            |
| «Игромания»           | 8/10            |

Андрей Александров из «Игромании» поставил игре 8 баллов из 10, отметив, что несмотря на банальный сюжет и неказистую графику, игра получилась «весёлой, динамичной и местами даже оригинальной». Михаил Калинченков в рецензии для Absolute Games оценил «Адреналин» в 69 %, высоко оценив графику и динамику игрового процесса, однако отметив, что игра быстро надоедает.
«Teioh» из французского издания JeuxVideo негативно оценил игру, поставив ей 6 баллов из 20. В рецензии был раскритикован игровой процесс, графика, физика машин и малое количество трасс, однако, саундтрек был удостоен похвалы.